# Deutsche Fußball-Amateurmeisterschaft 1975
Deutscher Fußball-Amateurmeister 1975 wurde der VfR OLI Bürstadt. Im Finale setzte er sich mit 3:0 gegen SC Victoria Hamburg durch.

## Teilnehmende Mannschaften
An der deutschen Amateurmeisterschaft nahmen elf Vizemeister aus der Saison 1974/75 teil. Aus Württemberg qualifizierte sich die SpVgg 07 Ludwigsburg (2. Nordwürttemberg), durch einen 2:1-Sieg gegen BSV 07 Schwenningen (2. Schwarzwald-Bodensee-Liga). Aus der Oberliga Nord kamen die jeweils bestplatzierten Vereine aus Schleswig-Holstein, Hamburg, Bremen und Niedersachsen dazu, die nicht für die Aufstiegsrunde zur 2. Bundesliga 1975/76 qualifiziert waren.
| Mannschaften | Mannschaften                  | Ligen Saison 1974/75                                      |
|              | Itzehoer SV                   | Amateur-Oberliga Nord Schleswig-Holstein                  |
|              | SC Victoria Hamburg           | Amateur-Oberliga Nord Hamburg                             |
|              | Bremerhaven 93                | Amateur-Oberliga Nord Bremen                              |
|              | SV Meppen                     | Amateur-Oberliga Nord Niedersachsen                       |
|              | FC Hertha 03 Zehlendorf       | Oberliga Berlin                                           |
|              | SVA Gütersloh                 | Verbandsliga Westfalen Staffel 1                          |
|              | SC Brühl 06/45                | Verbandsliga Mittelrhein                                  |
|              | Schwarz-Weiß Essen / Amateure | Verbandsliga Niederrhein                                  |
|              | VfR OLI Bürstadt              | Amateurliga Hessen                                        |
|              | VfL Neuwied                   | Amateurliga Rheinland                                     |
|              | FC Rodalben                   | Amateurliga Südwest                                       |
|              | VfB Theley                    | Amateurliga Saarland                                      |
|              | SV Sandhausen                 | 1. Amateurliga Baden                                      |
|              | SC Freiburg                   | 1. Amateurliga Südbaden                                   |
|              | SpVgg 07 Ludwigsburg          | 1. Amateurliga Württemberg 1. Amateurliga Nordwürttemberg |
|              | FV 04 Würzburg                | 1. Amateurliga Bayern                                     |

## Vorrunde
Hinspiele:  18. Mai     Rückspiele:  25. Mai
|                               | Gesamt |                         | Hinspiel | Rückspiel |
| ----------------------------- | ------ | ----------------------- | -------- | --------- |
| SVA Gütersloh                 | 5:1    | Bremerhaven 93          | 2:0      | 3:1       |
| Schwarz-Weiß Essen / Amateure | 8:6    | FC Hertha 03 Zehlendorf | 6:4      | 2:2       |
| SC Brühl 06/45                | 3:6    | SC Victoria Hamburg     | 3:2      | 0:4       |
| SV Meppen                     | 2:3    | Itzehoer SV             | 2:2      | 0:1       |
| SC Freiburg                   | 2:6    | VfB Theley              | 2:2      | 0:4       |
| VfL Neuwied                   | 1:4    | SpVgg 07 Ludwigsburg    | 1:3      | 0:1       |
| SV Sandhausen                 | 4:7    | FC Rodalben             | 0:2      | 4:5       |
| FV 04 Würzburg                | 0:1    | VfR OLI Bürstadt        | 0:0      | 0:1       |

## Viertelfinale
Hinspiele:  7./8. Juni     Rückspiele:  15. Juni
|                     | Gesamt |                               | Hinspiel | Rückspiel |
| ------------------- | ------ | ----------------------------- | -------- | --------- |
| SVA Gütersloh       | 2:1    | Schwarz-Weiß Essen / Amateure | 0:0      | 2:1       |
| SC Victoria Hamburg | 4:3    | Itzehoer SV                   | 2:2      | 2:1 n. V. |
| VfB Theley          | 1:4    | SpVgg 07 Ludwigsburg          | 0:2      | 1:2       |
| FC Rodalben         | 1:4    | VfR OLI Bürstadt              | 1:0      | 0:4       |

## Halbfinale inSindelfingenundBöckingen
| Datum                  |                      | Ergebnis |                     |
| ---------------------- | -------------------- | -------- | ------------------- |
| Fr 27. Juni, 18:00 Uhr | SVA Gütersloh        | 0:3      | VfR OLI Bürstadt    |
| Fr 27. Juni, 18:00 Uhr | SpVgg 07 Ludwigsburg | 1:2      | SC Victoria Hamburg |

## Spiel um Platz 3 in Ludwigsburg
| Datum                  |               | Ergebnis |                      |
| ---------------------- | ------------- | -------- | -------------------- |
| So 29. Juni, 14:00 Uhr | SVA Gütersloh | 2:1      | SpVgg 07 Ludwigsburg |

## Finale
| VfR OLI Bürstadt                                                         | VfR OLI Bürstadt | SC Victoria Hamburg | SC Victoria Hamburg |
| ------------------------------------------------------------------------ | --- | --- | ------------------- |
| VfR OLI Bürstadt                                                         | \| Sonntag, 29. Juni 1975 um 16:00 Uhr in Ludwigsburg (Ludwig-Jahn-Stadion) \| \| Ergebnis: 3:0 (1:0) \| \| Zuschauer: 6.000 \| \| Schiedsrichter: Alfons Betz (Regensburg) \|                                             | \| Sonntag, 29. Juni 1975 um 16:00 Uhr in Ludwigsburg (Ludwig-Jahn-Stadion) \| \| Ergebnis: 3:0 (1:0) \| \| Zuschauer: 6.000 \| \| Schiedsrichter: Alfons Betz (Regensburg) \|                                                            | SC Victoria Hamburg |
| VfR OLI Bürstadt                                                         | Manfred Neuwinger – Rudolf Geier – Bernd Walz, Ludwig Reinhardt, Klaus Gleim – Reinhard Grimm, Jürgen Groh, Kurt Köhle – Ramon Berndroth (84. Guido Stetter), Karl-Heinz Vogt, Erich Schmiedl Cheftrainer: Lothar Buchmann | Rainer Koschnitzke – Bernd Eggers – Horst Lindner, Klaus Rohleder, Uwe Schamkofsky – Thomas Mandelkau, Holger Gerth, Frank Becker – Hans Schwartz (67. Gert Hoche), Walter Stursberg (74. Hans Siep), Gerd Laws Cheftrainer: Herbert Kühl | SC Victoria Hamburg |
| VfR OLI Bürstadt                                                         | 1:0 Karl-Heinz Vogt (40.) 2:0 Karl-Heinz Vogt (83.) 3:0 Karl-Heinz Vogt (88.) | | SC Victoria Hamburg |
| VfR OLI Bürstadt                                                         | Laws, Schamkofsky | | SC Victoria Hamburg |
| Sonntag, 29. Juni 1975 um 16:00 Uhr in Ludwigsburg (Ludwig-Jahn-Stadion) | | |                     |
| Ergebnis: 3:0 (1:0)                                                      | | |                     |
| Zuschauer: 6.000                                                         | | |                     |
| Schiedsrichter: Alfons Betz (Regensburg)                                 | | |                     |